# Tim Devlin
Tim Devlin właściwie Timothy Robert Devlin (ur. 13 czerwca 1959) – brytyjski polityk Partii Konserwatywnej, deputowany Izby Gmin.

## Działalność polityczna
W okresie od 11 czerwca 1987 do 1 maja 1997 reprezentował okręg wyborczy Stockton South w brytyjskiej Izbie Gmin.